# Magnoliidae
Sous-classe
Classification APG III (2009)
Classification Tropicos
Sous-classe
Les Magnoliidae, en français Magnoliidées, sont une sous-classe de plantes à fleurs. Le groupe d'êtres vivants auquel se rapporte ce nom scientifique varie selon les classifications successives.

## Historique et définitions
Le nom Magnoliidae est créé en 1967 par le botaniste soviéto-arménien Armen Takhtajan, publié dans son ouvrage Sistema i Filogeniia Tsvetkovykh Rastenii, à partir des travaux de František Antonín Novák. Il est formé à partir du nom du genre type Magnolia (nommé en l'honneur du botaniste français Pierre Magnol), suivi de la terminaison -idae commune aux sous-classes en nomenclature botanique.
La classification classique de Cronquist (1981) place la sous-classe des Magnoliidae dans la classe des Magnoliopsida (Dicotylédones), division des Magnoliophyta (plantes à fleurs) et lui attribue huit ordres (voir infra). En 2009, Takhtajan publie sa seconde édition de son ouvrage Flowering Plants, qui, de même, place les Magnolidae dans la classe des Magnoliopsida, division des Magnoliophyta, mais lui attribue dix-sept ordres répartis en quatre super-ordres (voir infra).
Les classifications de Dahlgren (1980) et de Thorne (1992) considèrent les plantes à fleurs comme la classe des Magnoliopsida divisée en deux sous-classes, les Liliidae (monocotylédones) et les Magnoliidae (dicotylédones).
En 1998, la classification phylogénétique APG (1998) introduit le clade des « magnoliids », redéfini par les mises à jour progressives des classifications phylogénétiques APGII, III et IV. En latin, « magnoliids » se dit Magnoliidae. Cette définition des Magnoliidae est suivie par le NCBI (7 juillet 2022) et la Paleobiology Database (7 juillet 2022).
Selon la classification APG III selon Chase et Reveal (2009), le clade des « magnoliids » correspond au super-ordre des Magnolianae, chacun des clades principaux d'Angiospermes recevant le rang taxinomique de super-ordre. Il est classé avec l'ensemble des plantes à fleurs dans la sous-classe des Magnoliidae (voir infra), de la classe des Equisetopsida qui regroupe toutes les plantes terrestres, en cohérence avec la publication de Lewis et McCourt (2004) selon laquelle, si les principaux clades d'algues vertes sont reconnus comme des classes, alors toutes les plantes terrestres devraient être incluses dans une seule classe. Cette définition des Magnoliidae est suivie par Tropicos (7 juillet 2022) (voir infra), l'INPN (7 juillet 2022) et The Taxonomicon (7 juillet 2022).
En 2015, Ruggiero et al. publient pour le Catalogue of Life une classification de tous les ordres du vivant. Les super-ordres de Chase et Reveal sont alors conservés mais les plantes à fleurs sont élevées au rang de la super-classe des Angiospermae, contenant la seule classe des Magnoliopsida, et les plantes terrestres sont regroupées dans la super-division des Embryophyta, en cohérence avec l'attribution traditionnelle du statut de division aux principaux sous-groupes de Bryophytes, de Ptéridophytes et de plantes à graines. Cette classification est suivie par l'ITIS (5 juillet 2022), qui considère donc le nom Magnoliidae comme un synonyme de Magnoliopsida.

## Liste des ordres

### Cronquist (1981)
Selon la classification classique de Cronquist (1981) (huit ordres) :
- Aristolochiales
- Illiciales
- Laurales
- Magnoliales
- Nymphaeales
- Papaverales
- Piperales
- Ranunculales

### Takhtajan (2009)
Selon Takhtajan (2009) (dix-sept ordres) :
- super-ordre des Nymphaeanae
  - ordre des Amborellales
    - famille des Amborellaceae

  - ordre des Nymphaeales
    - famille des Hydropeltidaceae
    - famille des Cabombaceae
    - famille des Nymphaeaceae
    - famille des Barclayaceae

  - ordre des Austrobaileyales
    - famille des Austrobaileyaceae

  - ordre des Illiciales
    - famille des Illiciaceae
    - famille des Schisandraceae

  - ordre des Trimeniales
    - famille des Trimeniaceae

  - ordre des Chloranthales
    - famille des Chloranthaceae

  - ordre des Ceratophyllales
    - famille des Ceratophyllaceae
- super-ordre des Magnolianae
  - ordre des Canellales
    - famille des Winteraceae
    - famille des Canellaceae

  - ordre des Magnoliales
    - famille des Degeneriaceae
    - famille des Magnoliaceae

  - ordre des Himantandrales
    - famille des Himantandraceae

  - ordre des Annanales
    - famille des Eupomatiaceae
    - famille des Annonaceae

  - ordre des Myristicales
    - famille des Myristicaceae
- super-ordre des Lauranae
  - ordre des Laurales
    - famille des Monimiaceae
    - famille des Idiospermaceae
    - famille des Calycanthaceae
    - famille des Atherospermataceae
    - famille des Siparunaceae
    - famille des Gomortegaceae
    - famille des Hernandiaceae
    - famille des Lauraceae
- super-ordre des Piperanae
  - ordre des Piperales
    - famille des Lactoridaceae
    - famille des Saururaceae
    - famille des Piperaceae
    - famille des Peperomiaceae
    - famille des Aristolochiaceae

  - ordre des Hydnorales
    - famille des Hydnoraceae
- super-ordre des Rafflesianae
  - ordre des Mitrostemonales
    - famille des Mitrastemonaceae

  - ordre des Rafflesiales (Cytinales)
    - famille des Apodanthaceae
    - famille des Rafflesiaceae
    - famille des Cytinaceae

### Chase et Reveal d'après APG III (2009)
Selon Chase et Reveal, d'après la classification phylogénétique APG III (2009), applicable à la classification phylogénétique APG IV (2016) :
(angiospermes) sous-classe des Magnoliidae Novák ex Takht., 1967
- super-ordre des Amborellanae M.W.Chase & Reveal, 1948
- super-ordre des Nymphaeanae Thorne ex Reveal, 1992
- super-ordre des Austrobaileyanae Doweld ex M.W.Chase & Reveal, 2009

(mésangiospermes)
- non classé : Chloranthales Mart., 1835 (ou super-ordre des Chloranthanae Doweld, 2001)
- super-ordre des Magnolianae Takht., 1967
  - ordre des Canellales Cronquist, 1957
  - ordre des Laurales Juss. ex Bercht. & J.Presl, 1820
  - ordre des Magnoliales Juss. ex Bercht. & J.Presl, 1820
  - ordre des Piperales Bercht. & J.Presl, 1820
- super-ordre des Lilianae Takht., 1967 (monocotylédones)
  - ordre des Acorales Mart., 1835
  - ordre des Alismatales R.Br. ex Bercht. & J.Presl, 1820
  - ordre des Asparagales Link, 1829
  - ordre des Dioscoreales Mart., 1835
  - ordre des Liliales Perleb, 1826
  - ordre des Pandanales R.Br. ex Bercht. & J.Presl, 1820
  - ordre des Petrosaviales Takht., 1997

(commelinidées)
- non classé : famille des Dasypogonaceae Dumort., 1829 (ou ordre des Dasypogonales Doweld, 2001)
  - ordre des Arecales Bromhead, 1840
  - ordre des Commelinales Mart., 1835
  - ordre des Poales Small, 1903
  - ordre des Zingiberales Griseb., 1854
- super-ordre des Ceratophyllanae Takht. ex Reveal & Doweld, 1999
  - ordre des Ceratophyllales Link, 1829

(dicotylédones vraies)
- super-ordre des Buxanae Takht. ex Reveal & Doweld, Novon 9: 549 30 Dec 1999
  - ordre des Buxales Takht. ex Reveal, 1996
- super-ordre des Proteanae Takht., 1967
  - ordre des Proteales Juss. ex Bercht. & J.Presl, 1820
- super-ordre des Ranunculanae Takht. ex Reveal, 1992
  - ordre des Ranunculales Juss. ex Bercht. & J.Presl, 1820

(noyau des dicotylédones vraies)
- super-ordre des Myrothamnanae Takht., 1997
  - ordre des Gunnerales Takht. ex Reveal, 1992
- non classé : famille des Dilleniaceae Salisb., 1807 (ou ordre des Dilleniales DC. ex Bercht. & J. Presl, 1820, super-ordre des Dillenianae Takht. ex Doweld, 2001)
- non classé : ordre des Saxifragales Bercht. & J.Presl, 1820 (ou super-ordre des Saxifraganae Reveal, 1994)
- super-ordre des Rosanae Takht., 1967
  - ordre des Vitales Juss. ex Bercht. & J.Presl, 1820

(fabidées : eurosidées I)
- - ordre des Celastrales Link, 1829
  - ordre des Cucurbitales Juss. ex Bercht. & J.Presl, 1820
  - ordre des Fabales Bromhead, 1838
  - ordre des Fagales Engl., 1892
  - ordre des Malpighiales Juss. ex Bercht. & J.Presl, 1820
  - ordre des Oxalidales Bercht. & J.Presl, 1820
  - ordre des Rafflesiales Mart., 1835
  - ordre des Rosales Bercht. & J.Presl, 1820
  - ordre des Zygophyllales Link, 1829

(malvidées : eurosidées II)
- - ordre des Brassicales Bromhead, 1838
  - ordre des Crossosomatales Takht. ex Reveal, 1993
  - ordre des Geraniales Juss. ex Bercht. & J.Presl, 1820
  - ordre des Huerteales Doweld, 2001
  - ordre des Malvales Juss. ex Bercht. & J.Presl, 1820
  - ordre des Myrtales Juss. ex Bercht. & J.Presl, 1820
  - ordre des Picramniales Doweld, 2001
  - ordre des Sapindales Juss. ex Bercht. & J.Presl, 1820
- super-ordre des Berberidopsidanae Thorne & Reveal, 2007
  - ordre des Berberidopsidales Doweld, 2001
- super-ordre des Caryophyllanae Takht., 1967
  - ordre des Caryophyllales Takht., 1967
- super-ordre des Santalanae Thorne ex Reveal, 1992
  - ordre des Santalales R.Br. ex Bercht. & J.Presl, 1820
- super-ordre des Asteranae Takht., 1967
  - ordre des Cornales Link, 1829
  - ordre des Ericales Bercht. & J.Presl, 1820

(lamiidées : euastéridées I)
- non classés : familles des Boraginaceae Juss., 1789, des Icacinaceae Miers, 1851, des Metteniusaceae H.Karst. ex Schnizl., 1860–1870, des Oncothecaceae Kobuski ex Airy Shaw, 1965 et des Vahliaceae Dandy, J.Hutchinson, 1959 (ou ordre des Boraginales Juss. ex Bercht. & J.Presl, 1820, des Icacinales Tiegh., 1900, des Metteniusales Takht., 1997, des Oncothecales Doweld, 2001 et des Vahliales Doweld, 2001)
  - ordre des Garryales Mart., 1835
  - ordre des Gentianales Juss. ex Bercht. & J.Presl, 1820
  - ordre des Lamiales Bromhead, 1838
  - ordre des Solanales Juss. ex Bercht. & J.Presl, 1820

(campanulidées : euastéridées II)
- - ordre des Apiales Nakai, 1930
  - ordre des Aquifoliales Senft, 1856
  - ordre des Asterales Link, 1829
  - ordre des Bruniales Dumort., 1829
  - ordre des Dipsacales Juss. ex Bercht. & J.Presl, 1820
  - ordre des Escalloniales Link, 1829
  - ordre des Paracryphiales Takht. ex Reveal, 1992

### Tropicos (2022)
Selon Tropicos (7 juillet 2022) (liste brute contenant des synonymes) :
- Acoranae Reveal, 1997
- Amborellanae M.W. Chase & Reveal, 2009
- Aranae Thorne ex Reveal, 1992
- Asteranae Takht., 1967
- Austrobaileyanae Doweld ex M.W. Chase & Reveal, 2009
- Balanophoranae Dahlgren ex Reveal, 1992
- Barbeyanae Takht. ex Reveal & Doweld, 1999
- Berberidopsidanae Thorne & Reveal, 2007
- Bromelianae R. Dahlgren ex Reveal, 1992
- Butomanae Takht. ex Reveal, 1992
- Buxanae Takht. ex Reveal & Doweld, 1999
- Campanulanae Takht. ex Reveal, 1992
- Caryophyllanae Takht., 1967
- Ceratophyllanae Takht. ex Reveal & Doweld, 1999
- Chloranthales Conz. & L.C. Sm. ex Reveal, 1992
- Chloranthanae Doweld, 2001
- Cornanae Thorne ex Reveal, 1995 [1996]
- Cornanae Thorne ex Reveal, 1992
- Cyclanthanae Thorne ex Reveal, 1992
- Cyclanthanae Thorne ex Reveal, 1995 [1996]
- Daphniphyllales Pulle, Monogr. Phan., 1952
- Dillenianae Takht. ex Doweld, 2001
- Dillenianae Takht. ex Reveal & Takht., 1993
- Dioscoreanae Takht. ex Reveal & Doweld, 1999
- Eucommianae Takht. ex Reveal–236, 1992
- Euphorbianae Takht. ex Reveal, 1992
- Fabanae R. Dahlgren ex Reveal, 1992
- Gentiananae Thorne ex Reveal, 1992
- Geranianae Thorne ex Reveal, 1992
- Hamamelidales Wettst., 1907
- Hydatellanae Takht. ex Reveal, 1992
- Illiciales H.H. Hu ex Cronquist, 1981
- Juglandanae Takht. ex Reveal, 1992
- Lactoridanae Takht. ex Reveal & Doweld, 1999
- Lecythidanae Takht. ex Reveal, 1992
- Lilianae Takht., 1967
- Loasanae R. Dahlgren ex Reveal, 1992
- Loasanae R. Dahlgren ex Reveal, 1995 [1996]
- Magnolianae Takht., 1966 [1967]
- Medusagynales Takht. ex Reveal & Doweld, 1999
- Myrothamnanae Takht., 1997
- Najadanae Takht. ex Reveal, 1992
- Nelumbonanae Takht. ex Reveal, 1992
- Nepenthanae Takht. ex Reveal, 1992
- Nepenthanae Takht. ex Reveal, 1995 [1996]
- Nymphaeanae Thorne ex Reveal, 1992
- Pandananae Thorne ex Reveal, 1992
- Papaverales Diels
- Plumbaginanae Takht. ex Reveal, 1992
- Poanae Takht. ex Reveal & Doweld, 1999
- Podostemonanae R. Dahlgren ex Reveal, 1992
- Polygonanae Takht. ex Reveal, 1992
- Pontederianae Takht. ex Reveal, 1992
- Primulanae R. Dahlgren ex Reveal, 1992
- Primulanae R. Dahlgren ex Reveal, 1995 [1996]
- Proteanae Takht., 1967
- Rafflesianae Thorne ex Reveal, 1995 [1996]
- Rafflesianae Thorne ex Reveal, 1992
- Ranunculanae Takht. ex Reveal, 1992
- Rapateanae Doweld, 2001
- Rhamnanae Takht. ex Reveal, 1992
- Rosanae Takht., 1967
- Santalanae Thorne ex Reveal, 1992
- Sarracenianae Thorne ex Reveal, 1995 [1996]
- Sarracenianae Thorne ex Reveal, 1992
- Saxifraganae Reveal, Phytologia 76: 4, 1994
- Solananae R. Dahlgren ex Reveal, 1992
- Theanae Thorne ex Reveal, 1992
- Triuridanae Thorne ex Reveal, 1992
- Trochodendranae Takht. ex Reveal, 1992
- Trochodendranae Takht. ex Reveal, 1995 [1996]
- Typhanae Thorne ex Reveal, 1992
- Urticanae Takht. ex Reveal, 1992
- Violanae R. Dahlgren ex Reveal, 1992
- Vitanae Takht. ex Reveal, 1992
- Zingiberanae Takht. ex Reveal, 1992

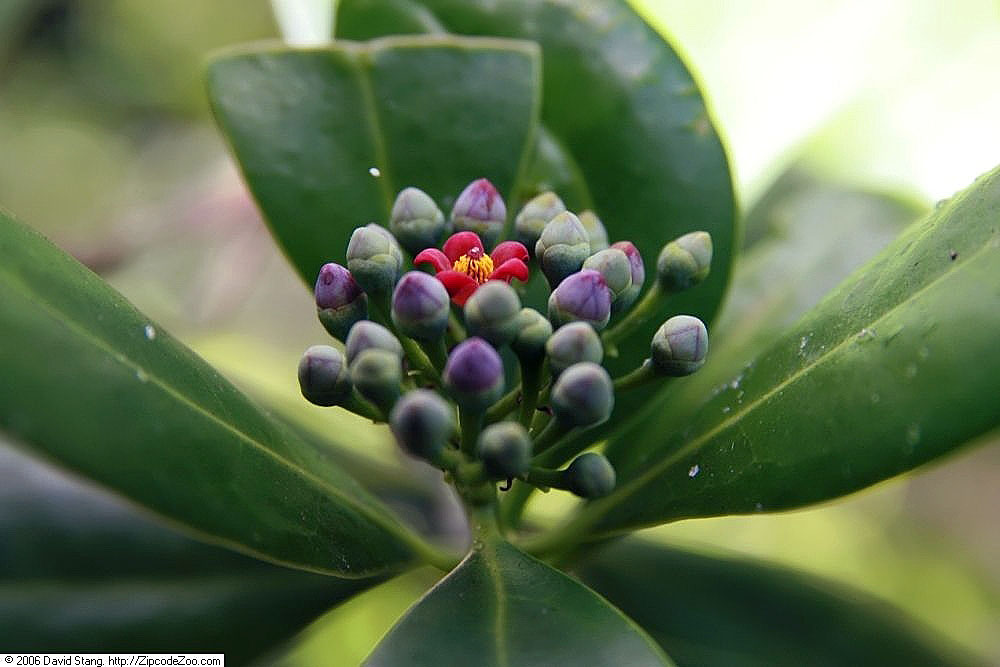
Canella winterana (Canellales).
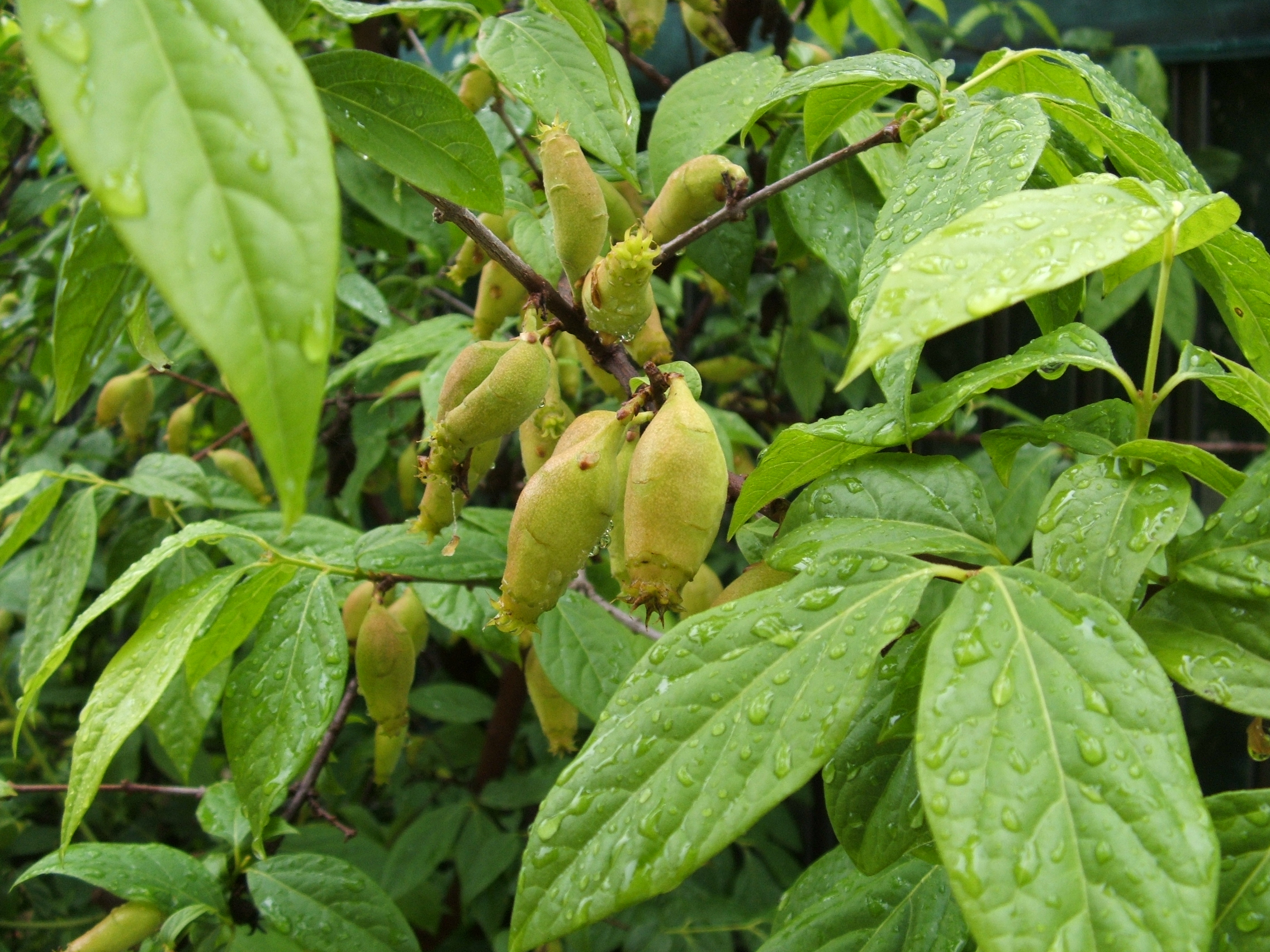
Chimonanthus praecox (Laurales).
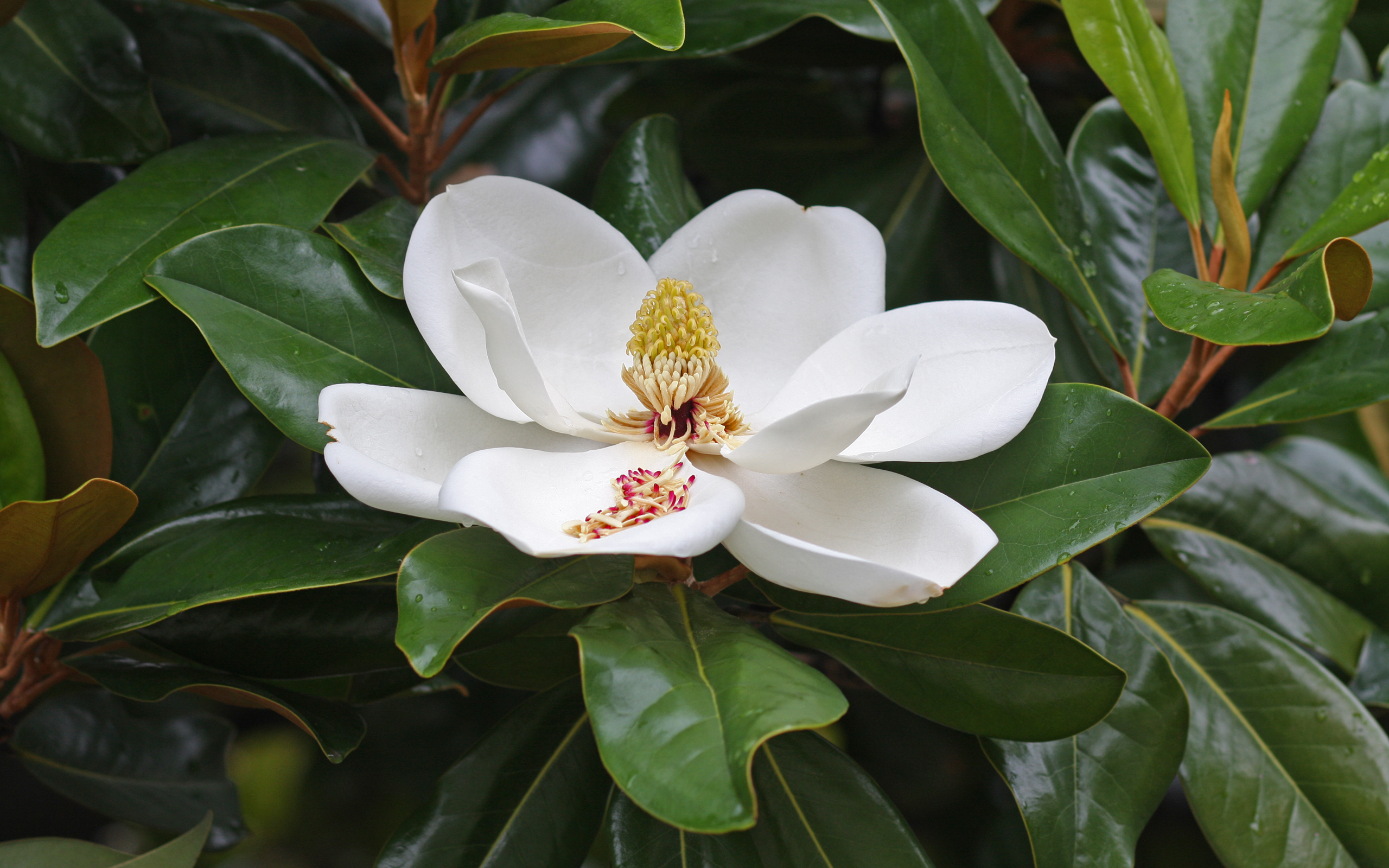
Magnolia grandiflora (Magnoliales).
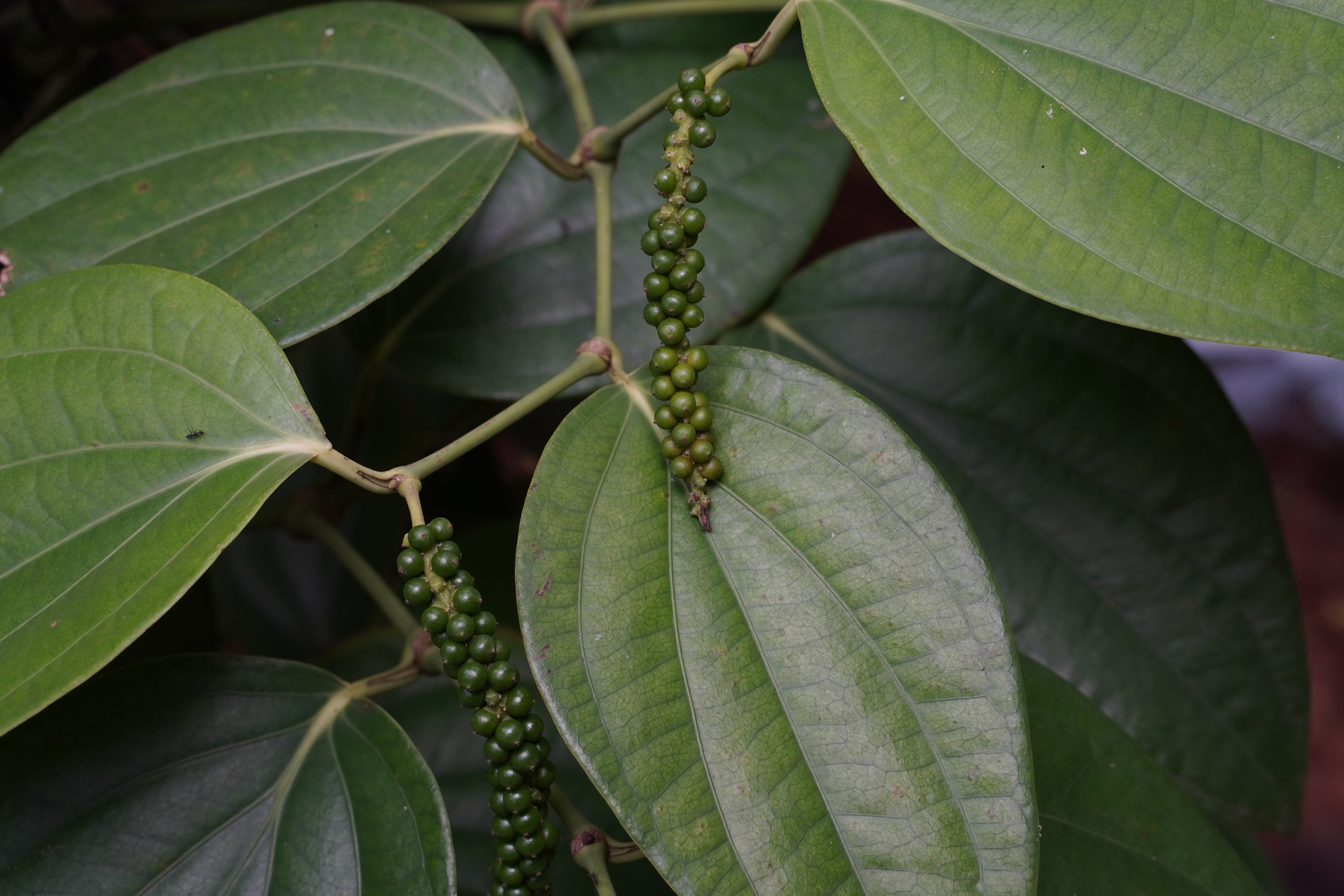
Piper nigrum (Piperales).